# Brug 1801
Brug 1801 is een bouwkundig en artistiek kunstwerk in Amsterdam-Zuid.

## Bouwkundig
De brug ligt in het Rotterdamsepad en voert over een afwateringstocht, die nog behoort bij de afwatering van de in 1932 geplande Rijksweg 3 (Amsterdam-Rotterdam), die er nooit kwam. Het ontwerp van deze brug en haar zusje brug 1802 werd verzorgd door architect Dirk Sterenberg, die in die tijd werkte als zelfstandig architect, maar voor bruggen werd ingeschakeld door de bruggenafdeling van de Dienst der Publieke Werken. Hij kwam met twee betonnen liggerbruggen. De brug heeft in 2019 lichtgrijze borstweringen en groene balustrades. Die balustrades waren bij de oplevering overigens rood, maar werden later groen geschilderd (veel bruggen in Buitenveldert hebben groene leuningen/balustrades). De overspanning wordt gedragen door een brugpijler in het midden. Die brugpijler, een soort juk, is breder dan de overspanning en vormt de ondergrond van een lantaarnpaal. 

## Artistiek
In 1989 kreeg de brug een poortstructuur. Van kunstenaars Frans de Boer en Marja de Boer-Lichtveld werden twee grafische objecten geplaatst tussen stalen pijlers.

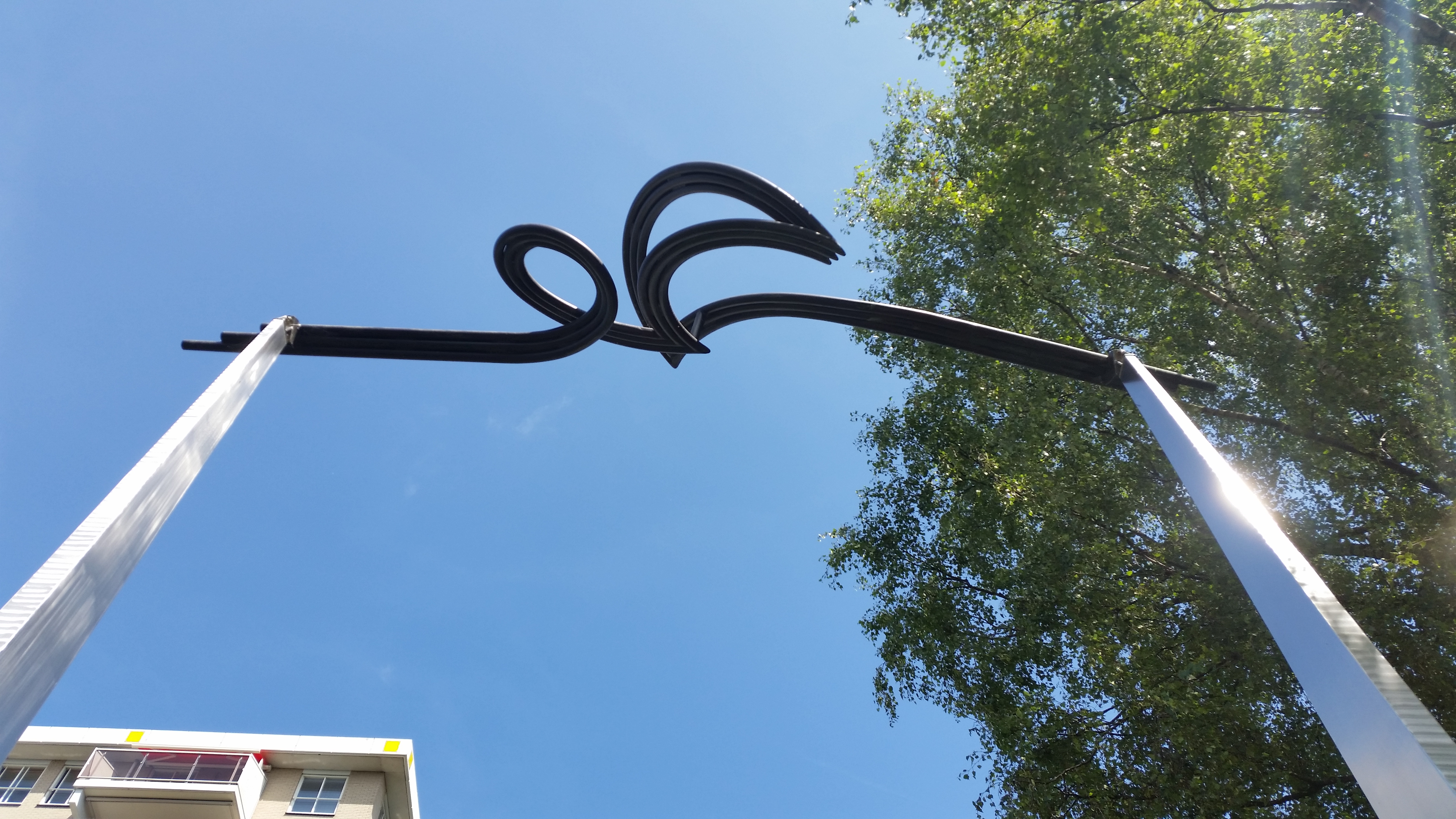
Een van de grafische objecten (juli 2019)

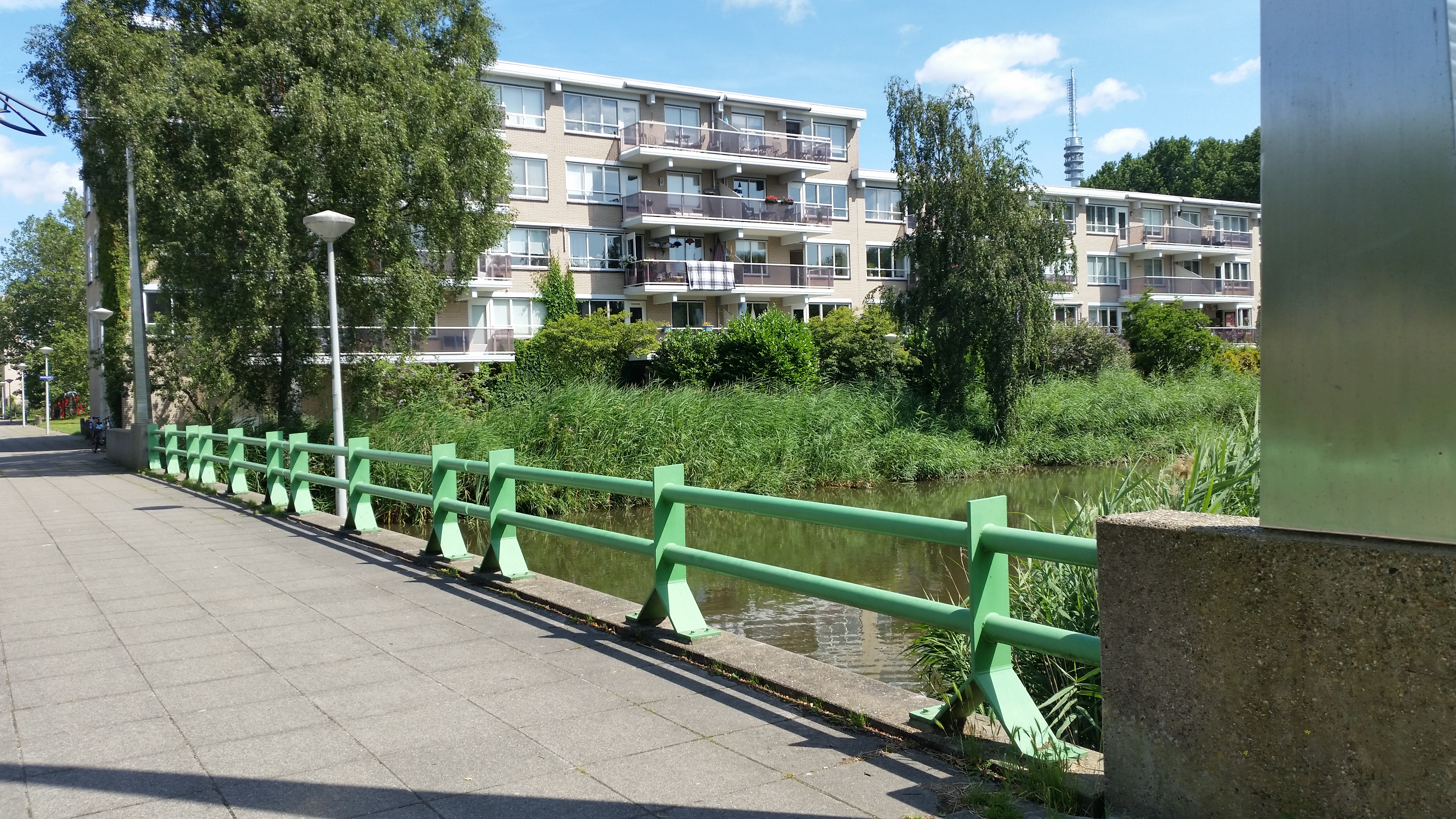
Leuning en balustrade met lantaarn buiten de brug (juli 2019)

<<< · 1800 · 1801 · 1802 · 1803 · 1804 · 1805 · 1806 · 1807 · 1808 · 1809 ·  1810 · 1811 · 1812 · 1813 · 1814 · 1815 · 1816 · 1818 · 1819 · 1820 · 1821 · 1822 · 1823 · 1824 · 1826 · 1827 · 1828 · 1829 · 1830 · 1831 · 1832 · 1833 · 1834 · 1835 · 1836 · 1837 · 1838 · 1839 · 1840 · 1841 · 1842 · 1843 · 1844 · 1845 · 1846 · 1847 · 1848 · 1849 · 1850 · 1851 · 1852 · 1853 · 1854 · 1855 · 1856 · 1857 · 1858 · 1859 · 1860 · 1861 · 1862 · 1863 · 1864 · 1865 · 1866 · 1867 · 1868 · 1869 ·  1870 · 1871 · 1872 · 1873 · 1874 · 1875 · 1876 · 1877 · 1879 ·  1880 · 1881 · 1882 · 1883 · 1884 · 1885 · 1886 · 1888 · 1889 · 1890 · 1891 · 1892 · 1893 · 1894 · 1895 · 1896 · 1897 · 1898 · 1899 · >>>
Brugnummers 1817, Brug 1819, 1820, 1825, 1878, 1887  zijn niet (meer) vergeven.